# فضل الرحمن فاضل
فضل الرحمن فاضل دیپلمات وزارت خارجه افغانستان، نویسنده و روزنامه‌نگار است.

## زندگی‌نامه
فضل الرحمن فاضل فرزند شهید قربان محمد یفتلی در ۲۱ دلو ۱۳۳۶ خورشیدی برابر با دهم فبروری ۱۹۵۸ (میلادی) در گذر دیوابیگی شهر فیض آباد مرکز ولایت بدخشان تولد یافت.
قرآن کریم و متون متداول فارسی را نزد مادر و در یک مکتب خانگی که در بدخشان زمین که آن را مکتب «ملایی» می‌خوانند و معمولاً توسط زنان اداره می‌شود و متصدی آن را «بی بی ملا» یا «فی ملا» می‌گویند، فراگرفت. سپس در سال ۱۳۴۵ خورشیدی در لیسه کوکچه (که در آن‌زمان لیسه شاه محمود غازی خوانده می‌شد) شامل گردید و در سال ۱۳۵۱ خورشیدی شامل مدرسه امام ابوحنیفه در کابل گردید و در سال ۱۳۵۶ خورشیدی از آن مدرسه فراغت یافت.
فضل الرحمن فاضل در سال ۱۳۵۷ هـ ش بعد از امتحان کانکور شامل دیپارتمنت فقه و قانون دانشکده شرعیات دانشگاه کابل گردید و در سنبله ۱۳۵۸ هـ ش در عهد زمامداری نورمحمد ترکی و در شرایط اختناق آفرین حزب به اصطلاح دموکراتیک خلق، راه هجرت در پیش گرفت و عازم پشاور گردید. در دروان هجرت به حیث عضو کمیته فرهنگی جمعیت اسلامی افغانستان به ویژه در بخش طبع و نشر کتب و مجلات مربوط آن سازمان همکاریش را آغاز کرد و مدتی هم به صفت مدیر مسئول جریدهٔ «کاروان جهاد» ارگان نشریاتی مجاهدان ولایت بدخشان و مدیر مسئول ماهنامهٔ «میثاق خون» ارگان نشریاتی کمیتهٔ فرهنگی جمعیت اسلامی افغانستان ایفای وظیفه نمود.
فضل الرحمن فاضل در سال ۱۹۸۱ (میلادی) به عزم تحصیل عازم مکه گردید و در انستیتوت زبان عربی دانشگاه ام‌القری شامل شده و از آن انستیتوت دیپلم عمومی تعلیم و تربیه و تدریس زبان عربی را به دست آورد. سپس مجدداً در سال ۱۹۸۴ (میلادی) به پشاور عودت کرد. در پهلوی فعالیت‌های فرهنگی به حیث آموزگار زبان عربی در مرکز تعلیمی اسلامی افغانستان در پشاور، شامل خدمت و همچنان در آن مرکز که زیر ادارهٔ حکومت موقت مجاهدین بود، به دستور حکومت موقت مجاهدین در پشاور، نصاب تعلیمی مکاتب افغانستان، تدوین می‌گردید، به حیث عضو کمیته تدوین درس‌های کتب دری صنوف ۷ تا ۱۲ همراه آقایان عبدالاحد تارشی، محمد معروف فروغگر، محمد ادریس منصوری، محمد رفیق انصاری، غلام حسین مجدی، استاد مولانا زاده و شیر محمد دفتانی سهم فعال داشت.

## کارهای نشریاتی و اجرایی

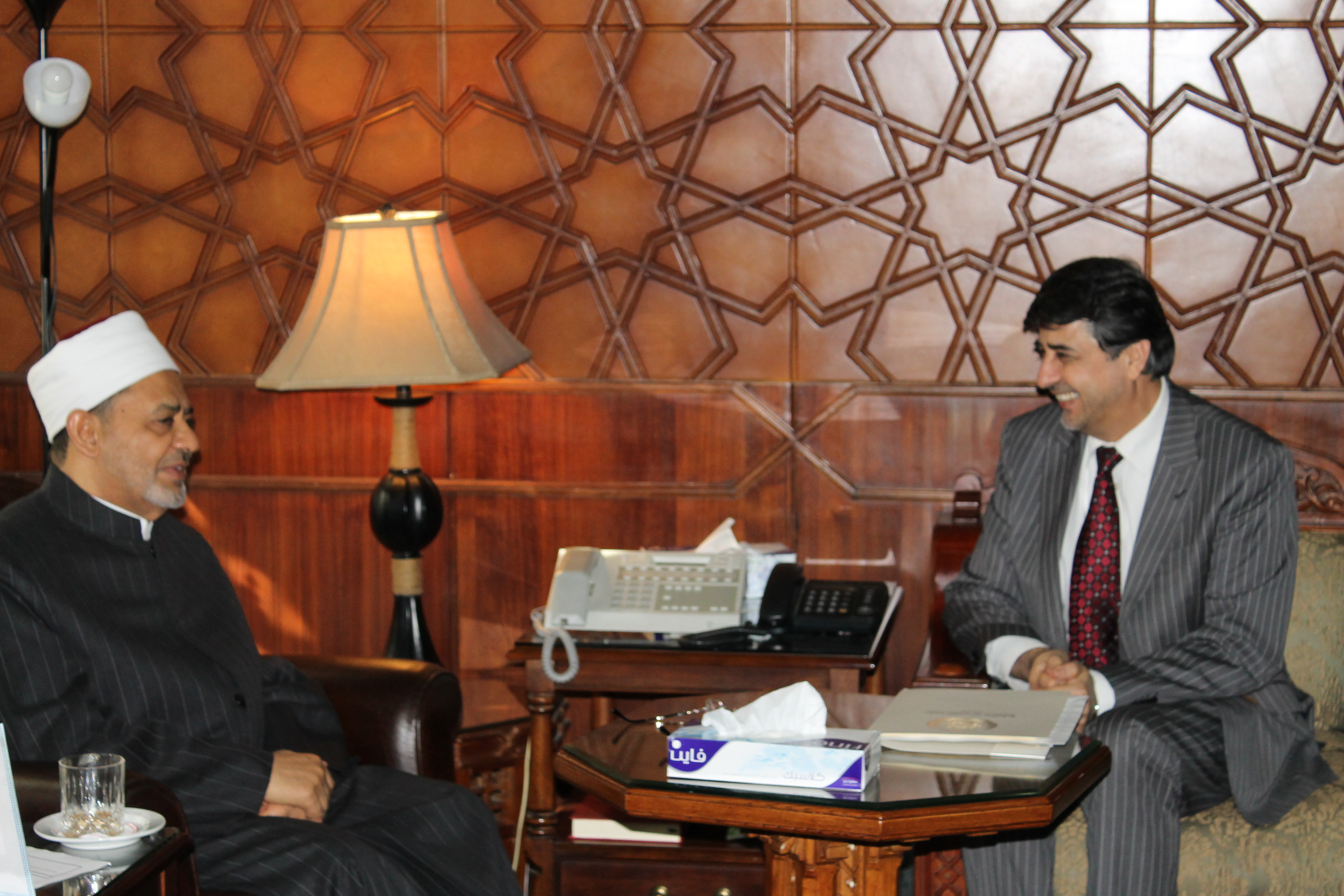
فضل الرحمن فاضل با شیخ ازهر.jpg

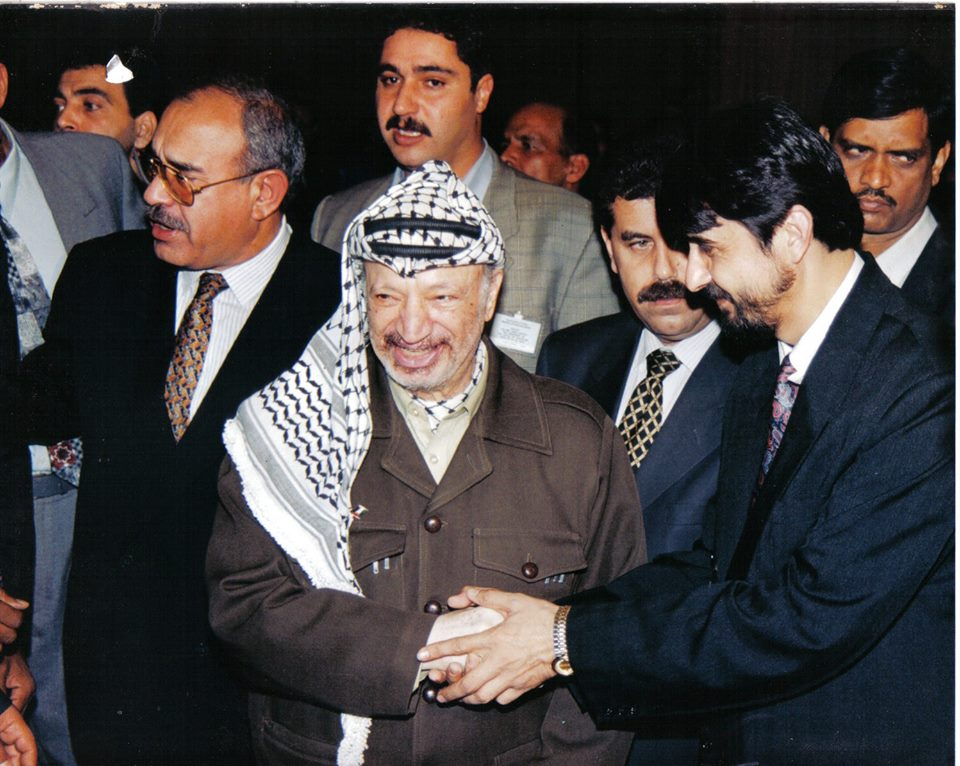
فضل الرحمن فاضل با یاسر عرفات

موصوف از سال ۱۳۶۹هـ ش تا تشکیل دولت اسلامی افغانستان، ریاست انجمن نویسندگان و سخنوران جمعیت اسلامی را به گونه انتخابی بر عهده داشت.
پس از استقرار دولت اسلامی افغانستان، نخست به صفت رئیس مؤسسهٔ نشریاتی انیس، سپس به حیث آتشه کلتوری سفارت افغانستان در انقره مقرر گردید. چون در انقره شرایط پرداختن به امور فرهنگی را مناسب نیافت، به کابل مراجعت کرد و به حیث کارمند وزارت امور خارجه، پذیرفته شد.
فضل الرحمن فاضل، در سال ۱۹۹۳ (میلادی) به حیث سکرتر دوم، در سفارت دولت اسلامی افغانستان در دهلی جدید، تعیین گردید و بعدها به حیث مستشار و نایب سفیر آن سفارت ارتقا یافت.
از کارهای موصوف در دهلی جدید، مسئولیت نشریه (میزان) ارگان نشریاتی سفارت افغانستان در دهلی جدید است که در ۲۸ میزان ۱۳۷۵ هـ ش، اندکی بعد از اشغال کابل توسط طالبان، به وسیله آقای مسعود خلیلی سفیر کبیر افغانستان در هند، تأسیس گردید و آقای فاضل مسؤلیت آن را را از آغاز تأسیس (میزان ۱۳۷۵ هـ ش) تا سقوط طالبان بر عهده داشت.
میزان، نشریهٔ وزینی بود که به قطع بزرگ ۱۵ + ۲۰ اینچ در هشت صفحه و گاهی هم در ۲۴ صفحه به چاپ می‌رسید و یک نشریه معیاری به ویژه در آن زمانی که رهبری دولت اسلامی افغانستان کابل را ترک گفته بود، یگانه نشریه دولتی به‌شمار می‌رفت.
او از سال ۲۰۰۱ تا نیمهٔ سال ۲۰۰۷ (میلادی) به حیث جنرال قونسل جمهوری اسلامی افغانستان در شهر بن جمهوری آلمان فدرال ایفای وظیفه کرد.
سپس به کابل عودت کرد و بیش از یک سال به حیث مدیر حقوق و معاهدات وزارت امور خارجه و سال‌های ۲۰۰۹ و ۲۰۱۰ به حیث رئیس امور قونسلی وزارت خارجهٔ افغانستان خدمت کرد.
آقای فضل الرحمن فاضل قبلاً به حیث سفیر افغانستان در اندونیزیا و سفیر افغانستان در اوکراین نیز خدمت کرده است و از ژوئیه ۲۰۱۳ (میلادی) به این طرف، به حیث سفیر افغانستان در جمهوری عربی مصر ایفای وظیفه می‌کند.
فضل الرحمن فاضل کار نویسندگی را از سال ۱۳۵۱ هـ ش با ترجمه قطعات ادبی، از زبان عربی و نگاشتن پارچه‌های ادبی در روزنامه بدخشان به اثر تشویق‌های مکرر برادرش استاد فیض الرحمن فایض که متصدی صفحه جوانان و متصدی صفحه دین و دانش آن روزنامه بود و تشویق‌های آقای غلام حسین فعال، مدیر مسئول روزنامه بدخشان آغاز کرده است.

## ترجمه‌ها و آثار چاپ شده
ترجمه‌ها و آثار چاپ شدهٔ موصوف که در کابل، پشاور، لاهور، دهلی، جاکارتا، بن و قاهره به نشر رسیده است چنین است:
1. عمار فرزند یاسر
2. تحقیق (نمایشنامه)
3. دو چهره (نمایشنامه)
4. رمه (نمایشنامه)
5. آمریکایی که من دیدم
6. خلل در کجاست؟
7. اسلام و جاهلیت
8. اخلاص
9. توحید
10. دعوتگر نامور استاد احمد زی شهید
11. روزهٔ ماه مبارک رمضان
12. مبادی اساسی فهم قرآن
13. مسلمانان بیدار شوید!
14. ردی بر شبهات دشمنان اسلام
15. دریچه‌ای به سوی مرگ
16. نعمتهای بهشت
17. اسلام و آیندهٔ بشریت
18. درس‌هایی از سیرت پیامبر اکرم در مورد رازداری
19. دوشیزهٔ جاکارتا
20. مجاهدین درمسکو (سفرنامه)
21. زندان سیار
22. شهید پیروز استاد فیض الرحمن فایض (زندگی‌نامه)
23. نماز ستون دین
24. دعوتگر و وسایل او
25. درس فی قلب المعرکة (ترجمه از فارسی به عربی)
26. سرطان سرخ
27. سیرت نبوی؛ در س‌ها و اندرزها
28. گفت و شنود سه دعوتگر نامور پیرامون حکومت اسلامی
29. ملاشاه بدخشی: آثار و افکار (ترجمه از زبان اردو)
30. بازتاب رویدادها (گزیدهٔ مقالات)
31. انگیزه‌های سقوط در نیمه راه مبارزه
32. خاطرات ظفر حسن ایبک (افغانستان از سلطنت امیر حبیب‌الله خان تا صدارت محمد هاشم خان) ترجمه کتاب از زبان اردو[۴]
33. تندیسی برچکاد آزادی (در مورد شهید احمد شاه مسعود)[۵]
34. غازی نامور، ملاصاحب چکنور (ترجمه از زبان پشتو)
35. ستاره دین، مولانا نجم الدین آخند زاده (ترجمه از زبان پشتو)
36. نقش تعصب قومی در سقوط دولت اسلامی اندلس
37. پیام‌هایی از «پیام افغانستان»
38. سید جمال الدین الحسینی الافغانی؛ بیدار گر عصر[۶]
39. حکایاتی از پیامبران برای شیر بچه‌ها (گستتنر)
40. بانوی قهرمان؛ خوله دختر ازور
41. دژ الموت
42. تعصب ویرانگر تمدن‌ها
43. العلاقات الأفغانیة المصریة فی مرآة الوثائق و الصور
44. صرخة عبر القرون و سبع قصص أخری
45. افراط در دین و زندگی
46. سید جمال الدین افغانی و نخبگان افغانستان
47. نشانه‌های بارز اعتدالگرایی
48. درمان واقعی پدیدهٔ تعصب دینی و اجتماعی
49. رسانه‌ها و فرهنگ وسطیت
50. آیین اختلاف در اسلام
51. دیباچه‌ها
52. اعتدالگرایی هدف شرعی و متمدنانه
53. نیچریه نخستین رسالهٔ چاپ شدهٔ سید جمال الدین افغانی
54. حقیقت جهاد در اسلام
55. زینب پیام‌رسان قیام کربلا
56. دیباچه‌های دیگر
57. مولانا منصور انصاری
58. افغان، افغانستان و اقبال
59. طلایه‌دار شاعران معاصر افغانستان، استاد خلیلی
60. رقاصه و سیاسی

## شماری از آثار با مقدمه، تحشیه و ویراستاری
شماری از آثاری که با مقدمه، تحشیه و ویراستاری فاضل در قاهره به چاپ رسیده است:
1. أثر الإسلام فی العلوم و الفنون (از علامه سلجوقی)
2. الرد علی الدهریین (از سید جمال الدین الأفغانی)
3. یادی از شهید مولانا عبید الله صافی (از مولانا حنیف بلخی)
4. متن اصلی رسالهٔ «نیچریه» (از سید جمال الدین الأفغانی)
5. افکار شاعر (از علامه سلجوقی)
6. معاهدة المودة و الصداقة (معاهدهٔ دوستی افغانستان و مصر)
7. سدهٔ سید در روزنهٔ سراج الأخبار (از محمود طرزی)
8. عبقریان او نوری قصی (از مرحوم شفیق)
9. محمد موسی شفیق کتابات، حوارات و خطابات
10. از قاهره به کابل (از محمد صادق المجددی)

## کتاب‌های در دست چاپ
1. اصول دعوت
2. آمریکا از دیدگاه سید قطب
3. سفری به سوی فردا
4. حقوق زن در اسلام
5. زیستنامهٔ شهیدان
6. حرف‌های دوران جهاد
7. قهرمان سترگ صلاح الدین ایوبی
8. امام اعظم ابوحنیفه
9. الفوز الکبیر فی اصول التفسیر، از شاه ولی‌الله دهلوی (تحقیق)
10. الخطب المصریة
11. قاتل حمزه
12. ناصر خسرو، لعل بدخشان
13. کتابشناسی توصیفی سید جمال الدین افغانی
14. سفیران افغانستان در مصر